# Liga Leumit 1966-1968
La Liga Leumit 1966-1968, nota in Israele anche con il nome di "Doppia stagione" (in ebraico העונה הכפולה‎?, HaOna HaKfula), è stata la 27ª edizione della massima serie del campionato israeliano di calcio.
Tale edizione fu preceduta da diverse polemiche nell'ambito calcistico israeliano, ove da più parti si assisteva, ormai da diversi anni, a un incremento del gioco violento e a diversi sospetti di combine (com'era già accaduto nel campionato 1962-1963) tra le società "Maccabi" e quelle "Hapoel", al fine di penalizzare, da parte delle squadre di una di dette associazioni, quelle affiliate all'altra.
L'IFA decise, pertanto, di disputare, tra le 16 squadre della Liga Leumit, un grande campionato fra tre anni solari, in un girone all'italiana con due gironi di andata e due di ritorno.
Onde evitare presunte combine tra le squadre della medesima associazione, il calendario fu stilato di modo che, nella prima parte del campionato le squadre "Maccabi" giocassero tra di sé e quelle "Hapoel" facessero altrettanto, per poi disputare i confronti tra squadre di associazioni diverse solo nella seconda parte del torneo.
Per ogni vittoria si assegnavano due punti e per il pareggio un punto.
Le ultime due classificate sarebbero state retrocesse in Liga Alef, dalla quale sarebbero state promosse le prime due classificate.
Il torneo fu vinto, per la decima volta nella sua storia, dal Maccabi Tel Aviv.
Capocannoniere del torneo fu Mordechai Spiegler, del Maccabi Netanya, con 38 goal (record assoluto di marcature in una edizione della prima divisione israeliana, anche se realizzati, per l'appunto, in una doppia stagione).

## Squadre partecipanti
| Club                 | Città       |
| -------------------- | ----------- |
| Bnei Yehuda          | Tel Aviv    |
| Hakoah Ramat Gan     | Ramat Gan   |
| Hapoel Be'er Sheva   | Be'er Sheva |
| Hapoel Gerusalemme   | Gerusalemme |
| Hapoel Haifa         | Haifa       |
| Hapoel Mahane Yehuda | Petah Tiqwa |
| Hapoel Petah Tiqwa   | Petah Tiqwa |
| Hapoel Ramat Gan     | Ramat Gan   |
| Hapoel Tel Aviv      | Tel Aviv    |
| Maccabi Giaffa       | Giaffa      |
| Maccabi Haifa        | Haifa       |
| Maccabi Netanya      | Netanya     |
| Maccabi Sha'arayim   | Rehovot     |
| Maccabi Tel Aviv     | Tel Aviv    |
| Shimshon Tel Aviv    | Tel Aviv    |
| SK Ness Ziona        | Ness Ziona  |

## Classifica finale
|                     | Pos. | Squadra              | Pt | G  | V  | N  | P  | GF | GS  | DR  |
| ------------------- | ---- | -------------------- | -- | -- | -- | -- | -- | -- | --- | --- |
| Campione di Israele | 1.   | Maccabi Tel Aviv     | 78 | 60 | 30 | 18 | 12 | 88 | 50  | +38 |
|                     | 2.   | Hapoel Petah Tiqwa   | 75 | 60 | 27 | 21 | 12 | 72 | 48  | +24 |
|                     | 3.   | Hapoel Haifa         | 70 | 60 | 27 | 16 | 17 | 72 | 47  | +25 |
|                     | 4.   | Hapoel Tel Aviv      | 69 | 60 | 24 | 21 | 15 | 80 | 55  | +25 |
|                     | 5.   | Maccabi Haifa        | 67 | 60 | 26 | 15 | 19 | 55 | 43  | +12 |
|                     | 6.   | Hapoel Gerusalemme   | 66 | 60 | 24 | 18 | 18 | 66 | 55  | +11 |
|                     | 7.   | Bnei Yehuda          | 64 | 60 | 20 | 24 | 16 | 54 | 49  | +5  |
|                     | 8.   | Maccabi Netanya      | 60 | 60 | 20 | 20 | 20 | 82 | 68  | +14 |
|                     | 9.   | Hapoel Be'er Sheva   | 60 | 60 | 21 | 18 | 21 | 71 | 62  | +9  |
|                     | 10.  | Hakoah Ramat Gan     | 60 | 60 | 22 | 16 | 22 | 66 | 78  | -12 |
|                     | 11.  | Hapoel Ramat Gan     | 54 | 60 | 15 | 24 | 21 | 65 | 69  | -4  |
|                     | 12.  | Maccabi Giaffa       | 53 | 60 | 17 | 19 | 24 | 50 | 59  | -9  |
|                     | 13.  | Maccabi Sha'arayim   | 52 | 60 | 14 | 24 | 22 | 49 | 72  | -23 |
|                     | 14.  | Shimshon Tel Aviv    | 51 | 60 | 14 | 23 | 23 | 65 | 80  | -15 |
|                     | 15.  | Hapoel Mahane Yehuda | 49 | 60 | 13 | 23 | 24 | 51 | 82  | -31 |
|                     | 16.  | SK Ness Ziona        | 32 | 60 | 8  | 16 | 36 | 54 | 123 | -69 |

## Verdetti
- Maccabi Tel Aviv campione di Israele 1966-1968, qualificato al Campionato d'Asia per club 1969
- SK Ness Ziona e Hapoel Mahane Yehuda retrocessi in Liga Alef 1968-1969
- Hapoel Kfar Saba e Beitar Gerusalemme   promossi in Liga Leumit 1968-1969